# .sl
.sl è il dominio di primo livello nazionale assegnato alla Sierra Leone.
Nel 2021 un ministro del Somaliland, dopo aver vietato l'uso del dominio .so all'interno dello stato non riconosciuto, ha chiesto al governo della Sierra Leone di poter utilizzare il dominio .sl.